# Champigneul-sur-Vence
Champigneul-sur-Vence település Franciaországban, Ardennes megyében. Lakosainak száma 121 fő (2022. január 1.). Champigneul-sur-Vence Évigny, La Francheville, Guignicourt-sur-Vence, Mondigny és Saint-Pierre-sur-Vence községekkel határos.

## Népesség
A település népességének változása:
| Lakosok száma | 81   | 61   | 87   | 128  | 125  | 124  | 122  | 123  | 122  | 121  |
|               | 1968 | 1982 | 1990 | 2006 | 2013 | 2015 | 2017 | 2019 | 2020 | 2022 |